# Mailling
Mailling ist ein Ortsteil der Gemeinde Tuntenhausen im oberbayerischen Landkreis Rosenheim.
Der Weiler liegt nordwestlich des Kernortes Tuntenhausen auf der Gemarkung Hohenthann an der Staatsstraße 2089. Die ursprüngliche Schreibweise Mailing wurde nach 1987 geändert. Bis 1978 gehörte der Ort zur ehemaligen Gemeinde Hohenthann.

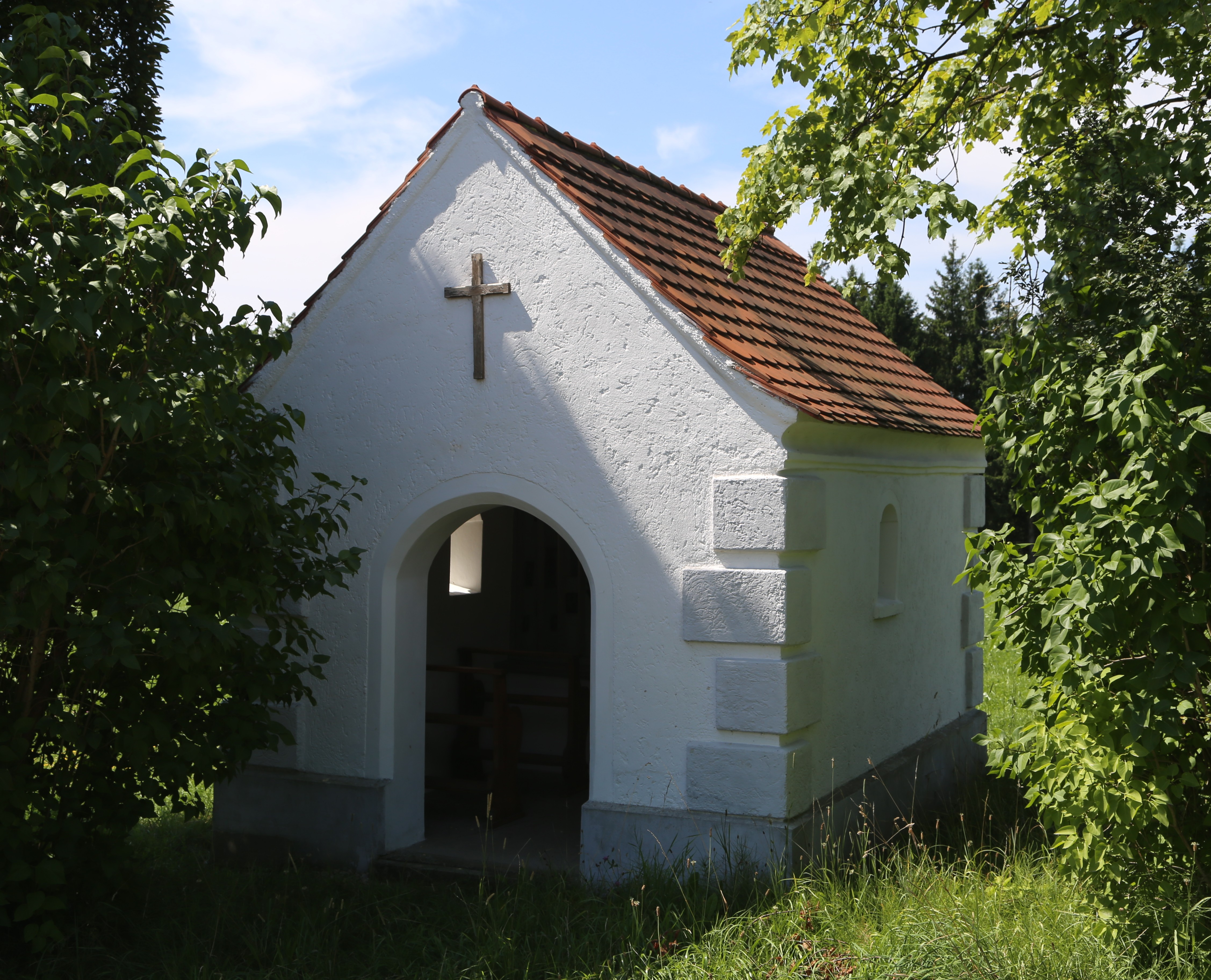
Die Kapelle in Mailling (2017)

## Sehenswürdigkeiten
In der Liste der Baudenkmäler in Tuntenhausen sind für Mailling zwei Baudenkmäler aufgeführt:
- Die Kapelle St. Calixtus, ein Saalbau mit Dachreiter, wurde im Jahr 1583 erbaut.
- Eine Kapelle im Kapellenfeld, ein kleiner Saalbau mit Eckrustizierung, stammt aus dem 19. Jahrhundert.

## Wirtschaft
In Mailling sind einige Unternehmen ansässig, so zum Beispiel:
- Frischpack GmbH Ein Lebensmittelverpackungsbetrieb
- AutoPark GmbH Ein Autohändler
- Weinfachhandel Resi Englhart eK
- Gartenbau Wolfgang Markl